# Amazon Alexa
Amazon Alexa, auch einfach als Alexa bekannt, ist ein virtueller Sprachassistent, der weitgehend auf einem polnischen Sprachsynthesizer namens Ivona basiert, der 2013 von Amazon gekauft wurde. Er wurde erstmals im intelligenten Lautsprecher Amazon Echo verbaut und wird unter anderem in den von Amazon Lab126 entwickelten Lautsprechern Echo, Echo Dot (mit und ohne Uhr), Echo Pop, Echo Studio und Amazon Tap genutzt, aber auch in Geräten anderer Hersteller. So findet sich Alexa inzwischen unter anderem auf Computern, SmartTVs, Wecker, Stereo-Anlagen und anderen Geräten.

## Funktionen
Alexa ist in der Lage, durch Sprachinteraktion To-Do-Listen zu erstellen, Alarme einzustellen, Podcasts zu streamen, Hörbücher und Musik abzuspielen sowie Wetter-, Verkehrs-, Sport- und andere Echtzeitinformationen wie Nachrichten bereitzustellen. Alexa kann auch Smart-Home-Geräte steuern, indem sie sich selbst als Hausautomationssystem verwendet. Benutzer können die Alexa-Funktionen erweitern, indem sie „Skills“ (zusätzliche Funktionen, die von Drittanbietern entwickelt wurden, in anderen Einstellungen eher als Apps bezeichnet) wie Wetterprogramme und Audiofunktionen installieren. Alexa verwendet automatische Spracherkennung, Verarbeitung natürlicher Sprache und andere Formen schwacher KI, um diese Aufgaben auszuführen.